# Jean-Philippe (film)
Jean-Philippe je francouzský hraný film z roku 2006, který režíroval Laurent Tuel podle vlastního scénáře. Snímek měl světovou premiéru dne 5. dubna 2006.

## Děj
Fabrice je manažer a velký obdivovatel Johnnyho Hallydaye a sběratel předmětů s ním spojených. Je ženatý s Babette, učitelkou a má dospívající dceru Lauru (pojmenovanou podle Laury Smet). Nepochopený svou ženou a dcerou (o které si myslí, že je punkerka), stráví večer v baru a při návratu domů v opilosti na ulici zpívá své oblíbené písně. Dostane silnou ránu do obličeje od obyvatele rozčileného hlukem.
Když se probudí v nemocnici, Fabrice si postupně uvědomí, že se ocitl v paralelním světě, kde nikdo nikdy neslyšel o Johnnym Hallydayovi. Rocker číslo jedna ve Francii je nějaký Chris Summer. Zoufalý Fabrice dostane nápad vyhledat Johnnyho Hallydaye.
Po dlouhém pátrání zjistí, že Jean-Philippe Smet je majitelem bowlingové dráhy, kterou navštěvuje Fabriceova dcera, a kterou pojmenoval Olympia. V tomto paralelním vesmíru Jean-Philippe Smet neprorazil kvůli nehodě na skútru. Chris Summer poté využil příležitosti, aby ho nahradil a stal se místo něho hvězdou (později vyjde najevo, že Chris Summer sám manipuloval s brzdami skútru).
Fabrice se rozhodne, že pomůže Jean-Philippovi, aby se stal pěveckou hvězdou.

## Obsazení
| Fabrice Luchini     | Fabrice / sám sebe              |
| Johnny Hallyday     | Jean-Philippe Smet / sám sebe   |
| Guilaine Londez     | Babette                         |
| Élodie Bollée       | Laura / Marion                  |
| Olivier Guéritée    | Laurent                         |
| Antoine Duléry      | Chris Summer / Christian Saumon |
| Caroline Cellier    | Caroline                        |
| Barbara Schulz      | Gabrielle                       |
| Jackie Berroyer     | profesor fyziky                 |
| Jean-Claude Camus   | sám sebe                        |
| Christine Paolini   | Édith                           |
| Antoine Stip        | Denis Loman                     |
| Christian Pereira   | Michel, kolega Fabriceho        |
| Denis Braccini      | Jean-Paul                       |
| Francis Coffinet    | Missonnier                      |
| Carlo Nell          | vousáč v hospodě                |
| Émilie de Preissac  | kamarádka Marion                |
| Sophie Cattani      | Jennifer                        |
| Dominique Thomas    | pyrotechnik                     |
| Julia Vidit         | policistka                      |
| Jean-Baptiste Puech | prodavač                        |
| François Toumarkine | bezdomovec                      |
| Éric Averlant       | Philou                          |
| Jacky Nercessian    | učitelka                        |
| Blandine Pélissier  | ředitelka školy                 |
| Éléonore Gosset     | asistentka na castingu          |
| Jeanne Herry        | nevěsta                         |
| Quentin Ogier       | ženich                          |